# Frank Peterson
Frank Peterson (20 december 1963) is een Duitse muziekproducent, die bekend is geworden door zijn werk met Enigma en Gregorian, en artiesten als Sarah Brightman en Ofra Haza.